# Ryoko Uno
Ryōko Uno precedentemente nota come Ryoko Kobayashi (小林 涼子?) (宇野 涼子?, Uno Ryōko; Sagamihara, 9 novembre 1975) è un'ex calciatrice giapponese di ruolo difensore.

## Carriera

### Club
Uno è nata nel 1975 a Sagamihara. Dal 1990 al 1999 ha giocato con la Yomiuri Beleza. Il club ha vinto il campionato dal 1990 al 1993, la Coppa dell'Imperatrice nel 1993 e nel 1997 e la Nadeshiko League Cup nel 1996 e nel 1999. È stata selezionata nel miglior undici per tre volte, dal 1991 al 1993. Dal 2000 al 2007 ha giocato con la YKK Tohoku Ladies SC Flappers.

### Nazionale
Nel maggio 1991, all'età di 15 anni, Uno è convocata nella nazionale maggiore in occasione dell'edizione 1991 della Coppa d'Asia, svoltasi a Fukuoka, dove ottenne il secondo posto. Giocherà la Coppa d'Asia anche nel 1993 (terzo posto). Ha disputato anche il Mondiale 1995. In tutto Uno ha giocato 6 partite con la nazionale nipponica.

## Statistiche

### Cronologia presenze e reti in nazionale
| Cronologia completa delle presenze e delle reti in nazionale ― Giappone | Cronologia completa delle presenze e delle reti in nazionale ― Giappone | Cronologia completa delle presenze e delle reti in nazionale ― Giappone | Cronologia completa delle presenze e delle reti in nazionale ― Giappone | Cronologia completa delle presenze e delle reti in nazionale ― Giappone | Cronologia completa delle presenze e delle reti in nazionale ― Giappone | Cronologia completa delle presenze e delle reti in nazionale ― Giappone | Cronologia completa delle presenze e delle reti in nazionale ― Giappone |
| Data                                                                    | Città                                                                   | In casa                                                                 | Risultato                                                               | Ospiti                                                                  | Competizione                                                            | Reti                                                                    | Note                                                                    |
| ----------------------------------------------------------------------- | ----------------------------------------------------------------------- | ----------------------------------------------------------------------- | ----------------------------------------------------------------------- | ----------------------------------------------------------------------- | ----------------------------------------------------------------------- | ----------------------------------------------------------------------- | ----------------------------------------------------------------------- |
| 3-6-1991                                                                | Fukuoka                                                                 | Giappone                                                                | 10 – 0                                                                  | Singapore                                                               | Coppa d'Asia 1991                                                       | -                                                                       |                                                                         |
| 4-12-1993                                                               | Kuching                                                                 | Giappone                                                                | 6 – 1                                                                   | Taipei cinese                                                           | Coppa d'Asia 1993                                                       | -                                                                       |                                                                         |
| 8-12-1993                                                               | Kuching                                                                 | Giappone                                                                | 4 – 0                                                                   | Hong Kong                                                               | Coppa d'Asia 1993                                                       | -                                                                       |                                                                         |
| 10-12-1993                                                              | Kuching                                                                 | Giappone                                                                | 1 – 3                                                                   | Cina                                                                    | Coppa d'Asia 1993                                                       | -                                                                       |                                                                         |
| 12-12-1993                                                              | Kuching                                                                 | Giappone                                                                | 3 – 0                                                                   | Taipei cinese                                                           | Coppa d'Asia 1993                                                       | -                                                                       |                                                                         |
| 18-5-1996                                                               | Washington                                                              | Giappone                                                                | 0 – 0 dts (4 - 3 dtr)                                                   | Canada                                                                  | US Open Cup                                                             | -                                                                       |                                                                         |
| Totale                                                                  |                                                                         | Presenze                                                                | 6                                                                       |                                                                         | Reti                                                                    | 0                                                                       |                                                                         |